# Nyctimene masalai
Nyctimene masalai is een vleermuis uit het geslacht Nyctimene die voorkomt op Nieuw-Ierland in Papoea-Nieuw-Guinea. Deze soort werd oorspronkelijk beschreven (in 1983) op basis van twee exemplaren. Later onderzoek, uit 1991, gaf echter aan dat de soort in feite niet verschilde van Nyctimene albiventer. Desondanks wordt de soort vaak nog erkend.
N. masalai heeft een lange, smalle kop met brede oren. De vleugels en de oren zijn bedekt met witte en gele vlekken. De rugvacht is roodbruin, op een donkere streep op het midden van de rug na, de buikvacht vuil wit. De kop-romplengte van de twee exemplaren bedraagt respectievelijk 103 en 94 mm, de staartlengte 22 en 21, de achtervoetlengte 14 en 13, de oorlengte 14 en 14, de voorarmlengte 67,5 en 63,5 mm en het gewicht 52,3 en 45,2 g.